# Cool Spot
Cool Spot — видеоигра в жанре платформер, разработанная и изданная компанией Virgin для игровых платформ Amiga, Game Boy, Sega Game Gear, Sega Master System, Sega Mega Drive/Genesis и SNES, а также для операционной системы DOS в 1993 году.

## Описание
Игра представляет собой платформер с боковым сайд-скроллингом и двухмерной графикой.
Герой игры — персонаж-талисман торговой марки 7 UP по имени Cool Spot, антропоморфный кружок красного цвета с тёмными очками. На руках — белые перчатки в стиле Микки-Мауса, на ногах — стильные кроссовки. Он перемещается по замкнутым уровням-локациям, основная задача на которых — собрать определённое количество специальных предметов (монет), а затем найти запертую клетку с приятелем Спота (таким же красным кружком) и открыть её.
На уровнях встречаются многочисленные враги, индивидуальные для каждого уровня. Это разнообразные монстры, которые имеют различный запас здоровья и уничтожаются спецприёмом. Спот имеет возможность стрелять во врагов, количество выстрелов не ограничено.
Полезные предметы в игре восстанавливают здоровье (колба с напитком), продлевают время (часы), дают дополнительную жизнь и др. Также присутствуют «точки сохранения» (флаги с изображением Спота) и стрелки (в виде рук), указывающие направление. Если предметов собрано меньше установленной нормы, то на месте клетки с приятелем Спота присутствует гигантская рука-указатель, показывающая, что надо вернуться, т.е. в этот момент клетку открыть невозможно.

## Оценки
Оценки игры критиками были в основном высокими. Версия для Sega Genesis рецензентами из информационного сайта All Game Guide и журнала Power Unlimited была оценена в 4 балла из 5 и 8,5 баллов из 10. Журнал EGM оценил версию для Game Gear в 7,8 баллов из 10. При этом версии для Game Boy журнал Power Unlimited поставил оценку 6,5 из 10.